# カースティ・ホークショウ
カースティ・ホークショウ（Kirsty Hawkshaw、1969年10月 - ）は、イギリス、ロンドン出身のシンガーソングライター。
テクノポップバンドオーパス・スリーのボーカルとして90年代に“イッツ・ア・ファイン・デイ（en:It's a Fine Day）”や、キング・クリムゾンのカヴァー、"風に語りて"などのヒットを飛ばす。グループ解散後はソロで現在もクラブミュージックシーンの第一線で活躍、BT、DJ Tiësto、Hybridなど、非常に多数のアーティストとコラボレーションしている。
父親は作曲家のアラン・ホークショウ。